# Ribeirão Cuiabá
Ribeirão Cuiabá är ett vattendrag i Brasilien.   Det ligger i delstaten São Paulo, i den södra delen av landet, 900 km sydväst om huvudstaden Brasília.
Trakten runt Ribeirão Cuiabá består i huvudsak av gräsmarker. Runt Ribeirão Cuiabá är det glesbefolkat, med 14 invånare per kvadratkilometer.